# Judici al procés independentista català
El Judici als líders del procés independentista català, legalment Causa Especial número: 20907/2017 del Tribunal Suprem d'Espanya, i popularment conegut com a la Causa del procés, va ser un judici oral que va començar el 12 de febrer de 2019 en el Tribunal Suprem d'Espanya i que va finalitzar el 14 d'octubre de 2019, vuit mesos després, amb una sentència en la qual el Tribunal va condemnar per unanimitat per sedició i malversació els acusats polítics i per sedició els líders de les entitats cíviques.
El jutge Pablo Llarena va coordinar una instrucció entre octubre de 2017 i juliol de 2018, arran de la qual s'haurien de jutjar 18 persones, incloent-hi la pràctica totalitat del govern de Carles Puigdemont, Jordi Sànchez, Jordi Cuixart, Carme Forcadell i diversos membres de la Mesa del Parlament de Catalunya. Diversos processats es trobaven en situació de presó preventiva sense fiança, i s'hi van mantenir durant tot el judici. El tribunal fou presidit pel jutge Manuel Marchena.
Durant la vista prèvia, i a petició de les defenses dels acusats, el tribunal va decidir retornar la causa al Tribunal Superior de Justícia de Catalunya pels casos dels acusats només de desobediència. Aquests acusats són Lluís Corominas, Lluís Guinó, Anna Simó, Ramona Barrufet, Joan Josep Nuet i Mireia Boya.
En paral·lel, i en el sumari 7/2018 de l'Audiència Nacional, està imputada la cúpula del Cos de Mossos d'Esquadra.
La Fiscalia Provincial de Barcelona va presentar querella contra els cinc membres de la Sindicatura Electoral que havia d'auditar el referèndum de l'1 d'octubre. L'acusació va ésser pels delictes d'usurpació de funcions públiques, desobediència i malversació de fons públics.
La sentència va sortir oficialment el dia 14 d'octubre del 2019 si bé va ser coneguda per fonts no oficials el dia 11 d'octubre; fet que va ser molt criticat pel conjunt de la població, pel fet que hagués estat filtrada als mitjans de comunicació abans de fer-se pública pels mitjans oficials fins a arribar al punt que el mateix 14 d'octubre va arribar abans al públic que no pas als condemnats.

## Context
Es coneix com a procés independentista català al conjunt d'esdeveniments i transformacions envers el dret d'autodeterminació i la independència de Catalunya que han marcat el debat social i polític català com a mínim d'ençà del juny de 2010 i fins avui.
L'origen d'aquest procés cal cercar-lo en l'augment del pes del moviment independentista català sorgit com a reacció a la sentència 31/2010 del Tribunal Constitucional d'Espanya, en la qual aquest òrgan no judicial decidí retallar l'Estatut d'Autonomia de Catalunya de 2006 sobre la base d'un recurs presentat pel Partit Popular. Posteriorment, el procés ha estat propulsat a través de diverses mobilitzacions independentistes, moltes d'elles coincidint anualment amb la Diada Nacional de Catalunya, les quals han posat la independència de Catalunya en el centre del debat sociopolític i, demés, han fet canviar el mapa electoral.
El 9 de novembre de 2014 es va celebrar una Consulta sobre la independència de Catalunya, el 2015 unes eleccions anomenades plebiscitàries per les forces independentistes que van permetre formar un govern independentista. Posteriorment, el Parlament de Catalunya va aprovar la Llei del referèndum d'autodeterminació de Catalunya i la Llei de transitorietat jurídica i fundacional de la República el setembre del 2017 i l'1 d'octubre d'aquell any es va celebrar un Referèndum sobre la independència de Catalunya. El referèndum es convocà enmig d'un xoc de legalitats vigents. Més de dos milions de persones van votar i es van produir escenes de forta violència física per part dels cossos i forces de seguretat de l'Estat. Posteriorment, alguns dels seus impulsors van acabar en presó preventiva sense fiança acusats de delictes de rebel·lió, malversació i desobediència. D'altres van optar per l'exili.

## Acusació
L'acusació està formada per la Fiscalia de l'Estat, l'Advocacia de l'estat i, com a acusació popular, el partit d'ultradreta Vox. Segons el codi penal espanyol, acusen els processats de delictes de rebel·lió, malversació i desobediència.
- Fiscal General de l'Estat. Els fiscals de la Sala Penal del Suprem que van redactar l'escrit d'acusació van ésser Javier Zaragoza, Fidel Cadena, Consuelo Madrigal i Jaime Moreno, tot mantenint la querella per rebel·lió presentada per José Manuel Maza, ex-fiscal general de l'estat, el 2017 i la instrucció del jutge Pablo Llarena. Segons el text argumental de la fiscalia, "el pla secessionista incloïa la utilització de tots els mitjans que calguessin per a aconseguir el seu objectiu, inclosa –amb la certesa que l'estat no acceptaria la situació– la violència necessària per a assegurar el resultat criminal pretès, valent-se de la força intimidatòria que representaven, per una banda, l'actuació tumultuària desplegada amb les grans mobilitzacions ciutadanes instigades i promogudes per ells, i, per una altra, l'ús dels Mossos d'Esquadra com a cos policíac armat i integrat per uns 17.000 efectius aproximadament, que acatarien exclusivament les seves instruccions –com va succeir– i que, arribat el cas, podien protegir coactivament els seus objectius criminals, sostraient així el compliment de la genuïna funció de guardar i preservar l'ordre constitucional".[18] No es va tenir en compte que el delicte de rebel·lió fos descartat a Alemanya i Bèlgica amb relació a la petició d'extradició de Puigdemont i la resta d'exiliats. Tampoc va influir el canvi de color polític de La Moncloa.

- Advocacia de l'Estat: L'advocacia de l'Estat es va presentar a la causa el març de 2018. Segons el seu text presentat, els consellers Junqueras, Forn, Turull, Romeva, Rull i Bassa han de rebre un càstig més greu pel seu estatus d‘autoritat, com a responsables d'haver induït, sostingut i dirigit la sedició des de la seva condició de membres del Govern. A la resta se'ls acusa d'haver executat el referèndum fent servir recursos públics i de desobediència per haver ignorat sistemàticament els acords del Tribunal Constitucional. Als popularment coneguts com a jordis se'ls acusa d'haver induït, sostingut i dirigit un delicte de sedició[19] El desembre de 2018 la directora de servei jurídic de l'estat, Consuelo Castro, va substituir Edmundo Bal per Rosa Maria Seoane, que en aquell moment era secretària general d'Adif, com a representant per la causa del procés.[20]

- Vox: El partit polític d'ultradreta fou admès com a acusació popular el novembre de 2017 per la magistrada Maria Eugènia Alegret, amb la condició que paguessin una fiança de 20.000 euros i que complissin l'article 301 de la Llei d'enjudiciament criminal -que recull que 'les diligències del sumari seran reservades i no tindran caràcter públic fins que s'obri el judici oral'- "amb l'advertiment de desobediència a l'autoritat judicial".[21] Segons Vox, es va promoure una consulta popular "vinculant" que suposava "un clar intent de subvertir l'ordre constitucional", per tal de "desintegrar la unitat territorial de l'Estat", pel que entenen els fets esdevinguts com un "atac subversiu contra l'ordre constitucional vigent", com a estratègia colpista per a celebrar un "referèndum il·legal" de l'1-O.[22] La defensa de Jordi Cuixart va presentar un recurs al Suprem, en què demanava que s'expulsés el partit d'extrema dreta del procediment i no pogués participar en el judici. El Suprem, tot i criticar "el risc de traslladar al procés penal la disputa política", va acabar desestimant el recurs.[23] Les cares de Vox a la causa del procés són Javier Ortega Smith, advocat i secretari general del partit, i Pedro Fernández, vicesecretari jurídic del partit.[24]

Per altra banda, Carles Puigdemont, Toni Comín, Meritxell Serret, Clara Ponsatí, Lluís Puig, Marta Rovira i Anna Gabriel no seran jutjats en aquest judici, en trobar-se fora de territori espanyol. Aqueix fet va fer que Oriol Junqueras aparegués a l'escrit d'acusació dels fiscals com a ‘promotor’ i ‘cap principal' dels fets de l'1-O.

## Acusats
Hi ha un total de 18 persones processades que seran jutjades en el marc d'aquesta causa. Primerament es llisten ací els jutjats pel Tribunal Suprem per ordre alfabètic de cognom, tot indicant l'acusació i la pena demanada:
| Nom                       | Foto | Acusació Fiscalia           | Pena demanada Fiscalia | Acusació Advocacia    | Pena demanada advocacia | Acusació Vox                                                                                  | Pena demanada Vox                                                                                                 | Advocat/da defensa                                                     |
| ------------------------- | ---- | --------------------------- | --- | --------------------- | --- | --------------------------------------------------------------------------------------------- | --- | ---------------------------------------------------------------------- |
| Dolors Bassa i Coll       |      | rebel·lió i malversació     | 16 anys de presó i d'inhabilitació absoluta                                                                                                 | sedició i malversació | 11 anys i 6 mesos de presó i d'inhabilitació absoluta                                                                                       | rebel·lió, organització criminal i malversació                                                | 74 anys | Mariano Bergés                                                         |
| Meritxell Borràs i Solé   |      | desobediència i malversació | 7 anys de presó i 16 d'inhabilitació absoluta. Multa de 10 mesos amb 100 € de quota diària.                                                 | sedició i malversació | 7 anys de presó i 10 d'inhabilitació absoluta. Multa de 10 mesos amb 100 € de quota diària.                                                 | organització criminal, desobediència i malversació                                            | 24 anys de presó i multa de 108.000 euros i inhabilitació especial per a ocupació o càrrec públic durant dos anys | Judit Gené                                                             |
| Jordi Cuixart i Navarro   |      | rebel·lió i malversació     | 17 anys de presó i d'inhabilitació absoluta                                                                                                 | sedició               | 8 anys de presó i d'inhabilitació absoluta                                                                                                  | dos delictes de rebel·lió o dos de sedició, i organització criminal.                          | 52 anys | Marina Roig. També forma part de l'equip de la defensa Benet Salellas. |
| Carme Forcadell i Lluís   |      | rebel·lió                   | 17 anys de presó i d'inhabilitació absoluta                                                                                                 | sedició i malversació | 10 anys de presó i d'inhabilitació absoluta                                                                                                 | dos delictes de rebel·lió o dos de sedició, organització criminal i desobediència continuada. | 52 anys, multa de 108.000 euros i inhabilitació especial per a càrrec públic durant dos anys                      | Olga Arderiu i Ripoll i Josep Riba                                     |
| Joaquim Forn i Chiariello |      | rebel·lió i malversació     | 16 anys de presó i d'inhabilitació absoluta                                                                                                 | sedició i malversació | 11 anys i 6 mesos de presó i d'inhabilitació absoluta                                                                                       | rebel·lió, organització criminal i malversació                                                | 74 anys | Xavier Melero                                                          |
| Oriol Junqueras i Vies    |      | rebel·lió i malversació     | 25 anys de presó i d'inhabilitació absoluta                                                                                                 | sedició i malversació | 12 anys de presó i d'inhabilitació absoluta                                                                                                 | rebel·lió, organització criminal i malversació                                                | 74 anys | Andreu van den Eynde                                                   |
| Carles Mundó i Blanch     |      | desobediència i malversació | 7 anys de presó i 16 d'inhabilitació absoluta, multa de 10 mesos amb quota diària de 100 €                                                  | sedició i malversació | 7 anys mesos de presó i 10 d'inhabilitació absoluta i multa de 10 mesos amb quota diària de 100 €                                           | organització criminal, desobediència i malversació                                            | 24 anys de presó i multa de 108.000 euros i inhabilitació especial per a ocupació o càrrec públic durant dos anys | Olga Arderiu i Ripoll i Josep Riba                                     |
| Raül Romeva i Rueda       |      | rebel·lió i malversació     | 16 anys de presó i d'inhabilitació absoluta                                                                                                 | sedició i malversació | 11 anys i 6 mesos de presó i d'inhabilitació absoluta                                                                                       | rebel·lió, organització criminal i malversació                                                | 74 anys | Andreu van den Eynde                                                   |
| Josep Rull i Andreu       |      | rebel·lió i malversació     | 16 anys de presó i d'inhabilitació absoluta                                                                                                 | sedició i malversació | 11 anys i 6 mesos de presó i d'inhabilitació absoluta                                                                                       | rebel·lió, organització criminal i malversació                                                | 74 anys | Jordi Pina                                                             |
| Jordi Sànchez i Picanyol  |      | rebel·lió i malversació     | 17 anys de presó i d'inhabilitació absoluta                                                                                                 | sedició               | 8 anys de presó i d'inhabilitació absoluta                                                                                                  | dos delictes de rebel·lió o dos de sedició, i organització criminal.                          | 52 anys | Jordi Pina                                                             |
| Jordi Turull i Negre      |      | rebel·lió i malversació     | 16 anys de presó i d'inhabilitació absoluta                                                                                                 | sedició i malversació | 11 anys i 6 mesos de presó i d'inhabilitació absoluta                                                                                       | rebel·lió, organització criminal i malversació                                                | 74 anys | Jordi Pina                                                             |
| Santi Vila i Vicente      |      | desobediència i malversació | 7 anys de presó i 16 d'inhabilitació absoluta i multa de 10 mesos amb quota diària de 100 € i inhabilitació especial durant 1 any i 8 mesos | malversació           | 7 anys de presó i 10 d'inhabilitació absoluta i multa de 10 mesos amb quota diària de 100 € i inhabilitació especial durant 1 any i 8 mesos | organització criminal, desobediència i malversació                                            | 24 anys de presó i multa de 108.000 euros i inhabilitació especial per a ocupació o càrrec públic durant dos anys | Joan Segarra i Pau Molins                                              |

Els següents 6 acusats van ésser acusats dins la instrucció del Tribunal Suprem, però finalment aqueix tribunal va decidir enviar la seva causa al Tribunal Superior de Justícia de Catalunya:
| Nom                         | Foto | Acusació Fiscalia | Pena demanada Fiscalia                                                                      | Acusació Advocacia | Pena demanada advocacia                                                                     | Acusació Vox                          | Pena demanada Vox                                                                              | Advocat/da defensa                               |
| --------------------------- | ---- | ----------------- | ------------------------------------------------------------------------------------------- | ------------------ | ------------------------------------------------------------------------------------------- | ------------------------------------- | ---------------------------------------------------------------------------------------------- | ------------------------------------------------ |
| Ramona Barrufet i Santacana |      | desobediència     | multa de 10 mesos amb quota diària de 100 € i inhabilitació especial durant 1 any i 8 mesos | desobediència greu | multa de 10 mesos amb quota diària de 100 € i inhabilitació especial durant 1 any i 8 mesos | organització criminal i desobediència | 12 anys, 108.000 euros de multa i inhabilitació per a ocupació o càrrec públic durant dos anys | Judith Gené                                      |
| Mireia Boya e Busquet       |      | desobediència     | multa de 10 mesos amb quota diària de 100 € i inhabilitació especial durant 1 any i 8 mesos | desobediència greu | multa de 8 mesos amb quota diària de 100 € i inhabilitació especial durant 1 any i 4 mesos  | organització criminal i desobediència | 12 anys, 108.000 euros de multa i inhabilitació per a ocupació o càrrec públic durant dos anys | Carles López                                     |
| Lluís Corominas i Díaz      |      | desobediència     | multa de 10 mesos amb quota diària de 100 € i inhabilitació especial durant 1 any i 4 mesos | desobediència greu | multa de 10 mesos amb quota diària de 100 € i inhabilitació especial durant 1 any i 8 mesos | organització criminal i desobediència | 12 anys, 108.000 euros de multa i inhabilitació per a ocupació o càrrec públic durant dos anys |                                                  |
| Lluís Guinó i Subirós       |      | desobediència     | multa de 10 mesos amb quota diària de 100 € i inhabilitació especial durant 1 any i 8 mesos | desobediència greu | multa de 10 mesos amb quota diària de 100 € i inhabilitació especial durant 1 any i 8 mesos | organització criminal i desobediència | 12 anys, 108.000 euros de multa i inhabilitació per a ocupació o càrrec públic durant dos anys |                                                  |
| Joan Josep Nuet i Pujals    |      | desobediència     | multa de 10 mesos amb quota diària de 100 € i inhabilitació especial durant 1 any i 8 mesos | desobediència greu | multa de 8 mesos amb quota diària de 100 € i inhabilitació especial durant 1 any i 4 mesos  | organització criminal i desobediència | 12 anys, 108.000 euros de multa i inhabilitació per a ocupació o càrrec públic durant dos anys | Enrique Leiva                                    |
| Anna Simó i Castelló        |      | desobediència     | multa de 10 mesos amb quota diària de 100 € i inhabilitació especial durant 1 any i 8 mesos | desobediència greu | multa de 10 mesos amb quota diària de 100 € i inhabilitació especial durant 1 any i 4 mesos | organització criminal i desobediència | 12 anys, 108.000 euros de multa i inhabilitació per a ocupació o càrrec públic durant dos anys | Olga Arderiu i Ripoll, Raimon Tomàs i Josep Riba |

Alhora, la fiscalia de l'Audiència Nacional va demanar penes de presó per a Trapero i la resta de cúpula dels mossos el 2017.
| Nom                         | Foto | Acusació Fiscalia de l'Audiència Nacional | Pena demanada Fiscalia                              |
| --------------------------- | ---- | ----------------------------------------- | --------------------------------------------------- |
| Josep Lluís Trapero Álvarez |      | rebel·lió                                 | 11 anys de presó i d'inhabilitació                  |
| Pere Soler i Campins        |      | rebel·lió                                 | 11 anys de presó i d'inhabilitació                  |
| César Puig i Casañas        |      | rebel·lió                                 | 11 anys de presó i d'inhabilitació                  |
| Teresa Laplana i Cocera     |      | sedició                                   | 4 anys de presó i inhabilitació absoluta d'11 anys. |

La Fiscalia Provincial de Barcelona va demanar penes de presó per als membres de la Sindicatura Electoral, acusats finalment de desobediència i usurpació de funció pública.
| Nom                  | Foto | Acusació Fiscalia de l'Audiència Nacional   | Pena demanada Fiscalia                                              |
| -------------------- | ---- | ------------------------------------------- | ------------------------------------------------------------------- |
| Jordi Matas          |      | desobediència i usurpació de funció pública | 2 anys i 9 mesos de presó, 1 any d'inhabilitació i multa de 5,400 € |
| Marc Marsal          |      | desobediència i usurpació de funció pública | 2 anys i 9 mesos de presó, 1 any d'inhabilitació i multa de 5,400 € |
| Tània Verge i Mestre |      | desobediència i usurpació de funció pública | 2 anys i 9 mesos de presó, 1 any d'inhabilitació i multa de 5,400 € |
| Marta Alsina         |      | desobediència i usurpació de funció pública | 2 anys i 9 mesos de presó, 1 any d'inhabilitació i multa de 5,400 € |
| Josep Pagès          |      | desobediència i usurpació de funció pública | 2 anys i 9 mesos de presó, 1 any d'inhabilitació i multa de 5,400 € |

## Tribunal
El tribunal serà format per set membres a la Sala de lo Penal del Tribunal Suprem d'Espanya, presidit per Manuel Marchena:
- Manuel Marchena Gómez (president de la Sala)
- Antonio del Moral García
- Luciano Varela Castro
- Andrés Martínez Arrieta
- Juan Ramón Berdugo Gómez de la Torre
- Ana María Ferrer García
- Andrés Palomo del Arco

El setembre de 2018, cinc d'ells van ésser recusats (Manuel Marchena, Luciano Varela, Juan Ramón Berdugo, Andrés Martínez Arrieta i Antonio del Moral). Els primers quatre van formar part de la sala d'admissió que va tramitar, el 31 d'octubre de 2017, la querella presentada pel llavors fiscal general de l'Estat, José Manuel Maza. Un dels arguments de la recusació és que, en admetre la querella, aqueixos quatre magistrats haurien assumit un punt de vista que afecta l'aparença d'imparcialitat que s'exigeix a tot membre del tribunal. Finalment, el Suprem va desestimar la recusació i va donar suport a la seva imparcialitat per enjudiciar els fets.

## Delictes
Els processats han estat acusats dels següents delictes:
| Delicte       | Article Codi Penal Espanyol | Processats | Causa      |
| ------------- | --------------------------- | --- | ---------- |
| Rebel·lió     | article 472 i concordants   | Oriol Junqueras Vies, Joaquim Forn Chiariello, Jordi Turull Negre, Raül Romeva Rueda, Josep Rull Andreu, Dolors Bassa Coll, Carme Forcadell Luis, Jordi Sánchez Picanyol i Jordi Cuixart Navarro                        | 20907/2017 |
| Malversació   | article 432 i concordants   | Oriol Junqueras Vies, Joaquim Forn Chiariello, Jordi Turull Negre, Raül Romeva Rueda, Josep Rull Andreu, Dolors Bassa Coll, Meritxell Borrás Solé, Carles Mundó Blanch i Santi Vila                                     | 20907/2017 |
| Desobediència | article 410 i concordants   | Lluís María Corominas Díaz, Lluís Guinó Subirás, Anna Isabel Simó Castelló, Ramona Barrufet Santacana, Joan Josep Nuet Pujals, Mireia Boya Busquets, Meritxell Borrás Solé, Carles Mundó Blanch i Santiago Vila Vicente | 20907/2017 |

## Fase d'instrucció
Pablo Llarena ha esdevingut el magistrat del Tribunal Suprem instructor de la causa del procés independentista català, assumint progressivament diverses causes:

### TSJC: Primeres querelles
Durant el mes de setembre de 2017 es van presentar diverses querelles relacionades amb el referèndum de l'1 d'octubre.
El 8 de setembre de 2017 la Sala d'Admissió de la Sala Civil i Penal del Tribunal Superior de Justícia de Catalunya (TSJC) va admetre a tràmit dues querelles presentades per la Fiscalia Superior de Catalunya contra tots els membres del Govern i cinc dels set membres de la Mesa del Parlament per la convocació del referèndum de l'1-O. El magistrat Carlos Ramos va decidir acumular cadascuna de les dues querelles a dos procediments ja oberts per l'admissió a tràmit de la votació de les conclusions de la comissió del procés constituent i de les resolucions sobre el referèndum del debat de política general, el juliol i l'octubre del 2016, respectivament. La instrucció d'aquests fets ja estava força avançada per part de la magistrada Maria Eugènia Alegret.
L'altra querella anava dirigida contra tot el Consell Executiu, format pel president de la Generalitat, Carles Puigdemont, el vicepresident Junqueras i els onze consellers, també pels delictes de desobediència, prevaricació i malversació de fons públics. En aquest cas, el magistrat José Francisco Valls va actuar com a ponent a la Sala d'Admissió. De la mateixa manera que l'anterior, la querella es va acumular a l'oberta el mes de juny per la magistrada Mercedes Armas contra la consellera de Governació, Meritxell Borràs, i l'exsecretari general de Governació, Francesc Esteve, per la publicació de la licitació de la compra d'urnes.
Dies després, el 23 de setembre la Fiscalia de l'Audiència Nacional va presentar una denúncia per delictes de sedició per les manifestacions del 20 i 21 de setembre on esmentava expressament als presidents de ANC i Òmnium, Jordi Sànchez i Jordi Cuixart. La denúncia considerava que als carrers de Barcelona es van produir fets constitutius del delicte de sedició.

### Audiència Nacional: Carmen Lamela i presó preventiva
El dia 27 de setembre de 2017 la jutgessa Carmen Lamela va acceptar investigar la querella de la Fiscalia pels fets ocorreguts a Barcelona els dies 19 i 20 de setembre mentre es desenvolupaven els registres i detencions ordenats per Juan Antonio Ramírez Sunyer, titular del Tribunal d'Instrucció número 13 de Barcelona, dins de l'operació Anubis a Catalunya. La querella acusava d'un possible delicte de sedició, castigat amb fins a 15 anys de presó.
El 16 d'octubre decretà presó incondicional per Jordi Cuixart i Jordi Sànchez, presidents d'Òmnium Cultural i de l'ANC. Amnistia Internacional va emetre un comunicat contra els càrrecs de sedició i contra la presó provisional per constituir «restriccions excessives del seu dret a la llibertat d'expressió i de reunió pacífica». La Fiscalia demanava també presó preventiva per a Josep Lluís Trapero -major dels Mossos- i per a Teresa Laplana -intendent dels Mossos-, però Lamela els va deixar en llibertat sense fiança, l'acusació es circumscrivia a l'esdevingut els dies 20 i 21 de setembre.
El 2 de novembre de 2017 es decreta presó provisional sense fiança pels delictes de rebel·lió, sedició i malversació per a Oriol Junqueras i per a altres consellers del deposat Govern que van acudir a la citació: Raül Romeva (d'Exteriors), Dolors Bassa (de Treball), Carles Mundó (de Justícia), Jordi Turull (de Presidència), Josep Rull (de Territori), Meritxell Borràs (de Governació) i Joaquim Forn (d'Interior). Va decretar presó provisional amb fiança pels mateixos delictes per a Santi Vila (exconseller d'Empresa). El 3 de novembre va emetre una euroordre de dentenció per a Puigdemont i la resta de consellers exiliats a Brussel·les: Antoni Comín (de Salut), Lluís Puig (de Cultura), Meritxell Serret (d'Agricultura) i Clara Ponsatí (d'Educació). En l'euroordre, Lamela va marcar la casella amb el delicte de corrupció, que dona lloc a un lliurament immediat però que no estava entre les acusacions de la Fiscalia -rebel·lió, sedició i malversació-. Voluntàriament, els cinc encausats es van lliurar a la justícia belga que, després d'escoltar la seva declaració, no va realitzar el lliurament immediat: els va deixar en llibertat però sense possibilitat de sortir de Bèlgica fins que es resolgui l'euroordre.
El 3 de novembre, davant les actuacions dictades per Lamela i de manera excepcional, l'associació Jutges per a la Democràcia va manifestar la seva preocupació per la interpretació extensiva del dret penal i limitadora de la llibertat personal. Aqueix mateix dia, es va iniciar una arreplegada de signatures en la plataforma change.org per a demanar la inhabilitació davant el Consell General del Poder Judicial i el Tribunal Suprem. En 48 hores, la petició tenia més de 160.000 signatures.
El 10 de novembre, més d'un centenar de professors de Dret Penal de les universitats espanyoles van fer un manifest en què es mostraven molt crítics amb la Fiscalia i amb Lamela, perquè no creien que els fets jutjats fossin constitutius de delicte de rebel·lió, ni tampoc de sedició, tot i que sí que deien que hi havia delictes que havien d'ésser investigats i sancionats. Paral·lelament, l'Audiència Nacional seguia la instrucció amb els membres no aforats, portada per la jutgessa Carmen Lamela.

### Tribunal Suprem: Noves querelles
El 30 d'octubre de 2017 el Fiscal General de l'Estat José Manuel Maza va presentar una nova querella contra el President de la Generalitat de Catalunya Carles Puigdemont i 13 consellers del seu Govern per rebel·lió, sedició i malversació, en referència a la celebració del Referèndum d'independència de Catalunya de l'1 d'octubre del mateix any. Paral·lelament, se seguia una instrucció contra els membres aforats del Parlament de Catalunya, portada pel jutge Pablo Llarena Conde al Tribunal Suprem.
Aqueix dia Fiscalia també va presentar una querella contra els membres de la Mesa del Parlament de Catalunya que havien votat la tramitació de la declaració d'independència: Carme Forcadell, Anna Simó, Lluís Corominas, Lluís Guinó, Ramona Barrufet i Joan Josep Nuet. La Sala d'Admissions del Tribunal Suprem es va declarar competent i va designar a Llarena com a magistrat instructor. Llarena els va citar a declarar els dies 2 i 3 de novembre en qualitat d'investigats, pels possibles delictes demanats per la Fiscalia de rebel·lió, sedició i malversació. Van restar tots en llibertat sota fiança, excepte Joan Josep Nuet, que va restar lliure sense cap mena de mesura per haver votat però en contra.

### Tribunal Suprem: Pablo Llarena acumula la instrucció
El 24 de novembre Pablo Llarena va dictar un acte pel qual —després de sol·licitar informe a la jutgessa— acumulava la instrucció: contra els membres de l'Assemblea Nacional Catalana Jordi Sànchez i d'Òmnium Cultural Jordi Cuixart; contra els membres del destituït Govern català: Oriol Junqueras (vicepresident), Raül Romeva (conseller d'Exteriors), Dolors Bassa (de Treball), Carles Mundó (de Justícia), Jordi Turull (de Presidència), Josep Rull (de Territori), Meritxell Borràs (de Governació) i Joaquim Forn (d'Interior), tots ells a la presó; contra Santi Vila (exconseller d'empresa), en llibertat sota fiança; i contra Carles Puigdemont (president), Antoni Comín (conseller de Salut), Lluís Puig (de Cultura), Meritxel Serret (d'Agricultura) i Clara Ponsatí (d'Educació), que s'havien exiliat a Bèlgica i estaven a l'espera que la justícia belga resolgués l'euroordre dictada per Lamela. Finalment, Lamela mantindria sols la causa contra Josep Lluís Trapero —destituït major dels Mossos— i la seva intendent Teresa Laplana, acusats de sedició. Després d'haver prestat declaració, el 4 de desembre Llarena va decretar llibertat sota fiança per a sis dels membres empresonats del Govern català: Raül Romeva, Dolors Bassa, Carles Mundó, Jordi Turull, Josep Rull i Meritxell Borràs. L'endemà, va anul·lar l'euroordre de Lamela pels problemes per a la causa judicial si la justícia belga no la resolgués de forma afirmativa.

### Tribunal Suprem: Irregularitats en l'assignació de magistrat
Mesos després es faria públic que Llarena va manipular el número d'identificació de la causa del Procés, modificant el propi reglament de les normes de repartiment i assignació de ponències per part del seu propi l'òrgan judicial. El Reglament de l'Administració de Justícia estableix clarament que a cada procediment judicial se li assignarà un número d'identificació que permeti distingir-lo dels altres de la seva mateixa classe que sigui més diferent del nombre general de registre, amb la finalitat que els interessats puguin comprovar el compliment de les normes de repartiment i assignació de ponències per part de l'òrgan judicial. En comptes d'assignar El numeral "Causa especial 3/2017" va denominar-la "Causa especial 20.907/2017", dificultant la comprovació de l'ordre d'assignació de magistrats. L'ordre que hauria d'haver assolit el Suprem oficialment era el de criteris d'antiguitat, però Llarena era el darrer incorporat.
Van ésser Manuel Marchena o Carlos Lesmes, les persones que van permetre o promoure tal irregularitat, considerada per diversos professionals un nomenament a dit.

### Comitè estratègic
El 22 de desembre de 2017, Llarena va ampliar l'acusació a Artur Mas (expresident de la Generalitat), Marta Rovira (número dos d'ERC), Anna Gabriel (ex-portaveu de la CUP al Parlament), Marta Pascal (coordinadora general del PDeCAT), Mireia Boya (expresidenta del grup parlamentari de la CUP) i a Neus Lloveras (presidenta de l'Associació de Municipis per la Independència). Els cinc formarien part del Comitè Estratègic del procés, segons el document Enfocats confiscat per la Guàrdia Civil el 20 de setembre de 2017 a Josep Maria Jové durant l'operació Anubis, on s'adonava de les reunions per a preparar el referèndum de l'1 d'octubre i, segons Llarena, van tenir una participació destacada en el seu desenvolupament "aportant el suport polític".

### Peticions de sortida denegades
Els dies 4 i 10 de gener de 2018, van declarar davant Llarena i van sol·licitar la seva sortida els quatre que seguien a la presó preventiva: Oriol Junqueras, Joaquim Forn, Jordi Sànchez i Jordi Cuixart. Els tres primers havien estat triats en les eleccions al Parlament de Catalunya del 21 de desembre de 2017 i van demanar poder assistir a les reunions del Parlament. L'acusació popular de Vox i la fiscalia es van oposar a la sol·licitud. Llarena va dictar acte de denegació de llibertat pel risc que hi hagués "greu enfrontament ciutadà" "en ocasió del trasllat" d'uns presos que susciten un "suport incondicional". I va proposar que fos la Mesa del Parlament la que adaptés les normes perquè els parlamentaris poguessin delegar el seu vot: "Es reconeix a aquests la possibilitat de delegar el seu vot, havent d'administrar-se el seu exercici per la Mesa del Parlament". El 15 de gener, els lletrats dels serveis jurídics del Parlament català van emetre un informe qüestionant la intromissió del jutge i considerant que el reglament de la cambra no preveia la delegació de vot en aquest cas. El 17 de gener de 2017 la Mesa d'edat, en la formació de la Mesa del Parlament català, va permetre el vot per delegació dels parlamentaris empresonats.
Per altra banda, el 22 de gener de 2018, Puigdemont va viatjar de Bèlgica a Dinamarca. La Fiscalia va demanar reactivar l'Euroordre –només per a Dinamarca– per detenir-lo i l'acusació popular de VOX es va manifestar contrària a la seva reactivació. Llarena no va reactivar-la. Segons l'acte, la 'jactància' de Puigdemont amb el viatge és una 'provocació' que cercava la detenció, forçant poder delegar el seu vot per a aconseguir la investidura com a president de Catalunya. D'altres, com Javier Pérez Royo, creien que Llarena no reactivava l'Euroordre pel perill per a la causa judicial si la justícia danesa no la resolgués de forma afirmativa.

### Declaració d'independència i dispositius del referèndum
Llarena va citar a declarar per l'1 de febrer de 2018 el coronel de la Guàrdia Civil Diego Pérez dels Cobos, com a màxim responsable dels cossos i forces de seguretat per a impedir el referèndum del 1-O, nomenat pel Ministeri de l'Interior després d'assumir les competències. Les acusacions de la Fiscalia i Vox li van interrogar per la participació del major Josep Lluís Trapero. El testimoni va declarar que el dispositiu dels Mossos durant la jornada del referèndum estava dissenyat per a no ser operatiu i ho va atribuir a les ordres de Trapero, per instruccions del conseller d'interior Joaquim Forn. Per la seva banda, les defenses li van interrogar per incidents com les 1.060 assistències sanitàries i l'obertura formis expedient. En opinió del testimoni, "el compliment de la llei està per sobre de la convivència ciutadana", moltes de les assistències eren falses i cap agent havia estat format expedient.
Va cridar a declarar a Mireia Boya el 14 de febrer de 2018. Després d'afirmar que la declaració d'independència cercava efectivitat real però que la causa judicial era política, va sortir sense cap mesura cautelar. El 19 de febrer, van declarar Marta Rovira i Marta Pascal. Ambdues van afirmar que la declaració d'independència no va tenir efectes jurídics. Rovira va restar en llibertat baix fiança de 60.000 euros i Pascal va restar en llibertat sense mesures cautelars. El 20 de febrer van declarar Artur Mas i Neus Lloveras. Mas va afirmar que la declaració d'independència va ser simbòlica i que no va existir cap Comitè Estratègic –així denominat per la Guàrdia Civil–, sinó que eren reunions per a parlar de política. La fiscalia i l'acusació popular de Vox havien sol·licitat llibertat baix fiança de 60.000 euros, però no va ésser acceptada pel jutge. Lloveras va restar en llibertat sense mesures cautelars, perquè no van ésser sol·licitades per les acusacions. Anna Gabriel havia de declarar el 21 de febrer però, de Suïssa, va comunicar el dia anterior que no acudiria a la citació judicial per estar essent processada per la seva "activitat política" i perquè en aquesta causa "no existeix dret a un judici just". Al no presentar-se a la citació, el jutge va ordenar la detenció d'Anna Gabriel i Suïssa va anunciar que rebutjaria l'extradició, si es demanava, a l'ésser un assumpte preponderantment polític.

### Ampliació de terminis i més empresonaments
El 2 de març de 2018, el jutge va decidir –amb informe favorable de Fiscalia, Advocacia de l'Estat, VOX i la majoria d'investigats– ampliar sis mesos el termini d'instrucció, fins a un màxim de 18 mesos, a causa de la complexitat de la causa i el nombre elevat d'investigats.
El 5 de març de 2018, després de consultar amb els partits, el president del Parlament de Catalunya Roger Torrent va proposar a Jordi Sànchez, com a candidat a president de la Generalitat i, l'endemà, va convocar el ple d'investidura pel 12 de març. Sànchez va demanar permís al jutge per a poder assistir al ple i Torrent va sol·licitar la seva llibertat provisional. El 9 de març, la Fiscalia va presentar escrit d'oposició, argumentant que hi havia risc de reiteració delictiva i Llarena va denegar la llibertat provisional de Sànchez. Després de la decisió de Llarena, Torrent va anunciar l'ajornament del ple d'investidura i, el 12 de març, Sànchez va recórrer al Tribunal Suprem, argumentant que la decisió de Llarena violava la Constitució i l'Estatut.
El 23 de març Llarena va tornar a enviar a la presó el candidat a la presidència de la Generalitat, Jordi Turull, així com l'expresidenta del Parlament Carme Forcadell i els consellers Raül Romeva, Josep Rull i Dolors Bassa. També va emetre ordres de detenció europea i internacional per a gairebé tots els exiliats. Alhora, Marta Rovira no es va presentar i es va exiliar fora del país. Arran de diverses crítiques i insults a Llarena i la seva família a Twitter, la Fiscalia Superior de Catalunya va demanar als Mossos d'Esquadra protecció per a ell i la seva família.

### Alliberament de Puigdemont
El 5 de abril, l'Audiència Territorial de Schleswig-Holstein va considerar inadmissible la imputació de rebel·lió a Puigdemont en no existir violència, va demanar més dades a Espanya en referència a la malversació i va deixar Puigdemont en llibertat sota fiança de 75.000 euros. El mateix 5 d'abril, a Brussel·les, Comín, Serret i Puig van declarar davant la justícia belga, que els va deixar en llibertat sense mesures cautelars mentre decidia sobre l'euroordre de Llarena. Pocs dies després, el dia 13 d'abril, la Mesa del Parlament de Catalunya va acordar la presentació d'una querella contra el jutge Llarena, en considerar que la seva decisió de no permetre la llibertat condicional a Jordi Sànchez constituïa un possible delicte de prevaricació.

### Tancament de la instrucció
El 9 de juliol el jutge Pablo Llarena va donar per tancada la instrucció. Amb data 3 d'agost de 2018, el Ministeri Fiscal va confirmar la interlocutòria de conclusió del sumari i l'obertura del judici oral per delictes i contra els processats. El 6 d'agost l'Advocacia de l'Estat i el 27 d'agost l'acusació popular, exercida per VOX, van instar la confirmació de l'acte de cloenda i l'obertura del judici oral. Les respectives representacions legals dels processats van formalitzat diversos escrits on van expressar la seva disconformitat amb la interlocutòria de conclusió del sumari, així com en bona part de les al·legacions es va denunciar la vulneració de drets fonamentals, totes elles posteriorment desestimades i rebutjades pels magistrats.
El 25 d'octubre de 2018 el Tribunal Suprem va dictar dues interlocutòries, una de 59 pàgines on es va confirmar la instrucció de Pablo Llarena i on es van rebutjar més de 300 diligències presentades per la defensa i la petició de sobreseïment. El segon document va obrir el judici oral pel procés sobiranista per enviar al banc dels acusats els 18 processats per rebel·lió, malversació i desobediència. En les mateixes interlocutòries van decretar sobreseïment de la causa contra Neus Lloveras, Marta Pascal i Artur Mas.

## Judici oral
Un cop Pablo Llarena, el jutge d'instrucció va remetre les actuacions al Tribunal penal, es dicta l'obertura del judici oral penal. En aqueix moment tots els processats adquireixen la condició d'acusats, i són informats de la possible responsabilitat penal derivada de les seves accions. Tècnicament el judici oral es va declarar obert el 25 d'octubre de 2018. L'advocat general de l'estat i el ministeri fiscal van donar a conèixer les seves acusacions el 2 de novembre de 2018. Un cop conegudes les acusacions, el President Quim Torra va anunciar que en cap cas donarien suport als pressuposts estatals.
Es va anunciar que RTVE emetria en directe totes les sessions del judici.

### Vista de qüestions prèvies
El 18 de desembre de 2018 es va celebrar una vista prèvia del judici on les defenses van plantejar que el Tribunal Suprem no era competent per a jutjar aquest cas i havia de ser-ho el Tribunal Superior de Justícia de Catalunya. A aqueix plantejament s'hi van oposar tant la fiscalia com l'advocacia de l'estat com l'acusació particular.
Les defenses també van plantejar la inexistència dels delictes pels quals se'ls acusava, la vulneració de drets, com el dret al jutge natural, la possibilitat de recurs a una segona instància o el d'expressar-se en català. També van denunciar la politització de la causa i del tribunal que anava a jutjar els seus clients.
Arran d'aqueixos plantejaments, el Tribunal Suprem va decidir per unanimitat confirmar la seva competència per a jutjar el cas però va decidir enviar al Tribunal Superior de Justícia de Catalunya els acusats només pel delicte de malversació (Lluís María Corominas, Lluís Guinó, Anna Simó, Ramona Barrufet, Joan Josep Nuet i Mireia Boya).

### Interpel·lacions
Les vistes orals es regeixen pel principi de publicitat, per la qual cosa sovint aquells ciutadans que ho desitgen poden acudir com a públic. En aquest cas, degut a la rellevància mediàtica del cas, és possible que sigui retransmès per diversos canals de comunicació.
Es preveu que el judici oral penal s'iniciï amb la lectura per part del secretari tant dels escrits de l'acusació com dels de la defensa. Posteriorment, el jutge ha d'interpel·lar, per ordre, als advocats de l'acusació i de la defensa, i finalment al fiscal. És en aqueix moment quan els interpel·lats han d'informar si hi ha algun motiu que pugui afectar la competència del judici. Un cop acabada la interpel·lació, es pot obrir un procés de negociació. Si s'arriba a un acord, el jutge dictarà sentència, i sinó, s'iniciaria una segona fase de la vista oral.

### Declaracions dels acusats
Si no s'arriba a cap acord en la primera fase, s'iniciarà una nova, amb una declaració per part dels acusats, als quals podran demanar, per ordre, el jutge, l'advocat de l'acusació, el Ministeri Fiscal i l'advocat de la defensa. Concloses les declaracions, els acusats aniran a la Sala de visites, per si són requerits.

#### Oriol Junqueras
L'exvicepresident va ser el primer en declarar. Ho va fer el 14 de febrer al matí. No va respondre les qüestions de VOX ni tampoc les de la fiscalia. Es va centrar en aclarir que ni ell ni cap dels encausats havia comès cap delicte, perquè no hi ha cap article en el Codi Penal on digui que votar sigui un crim. També va dir que sempre havien cercat una solució dialogada.

#### Joaquim Forn
L'exconseller d'Interior va declarar seguit de Junqueras, el 14 de febrer al matí i després de la pausa del migdia. Va respondre tant les qüestions del seu advocat, Xavier Melero, com les de la fiscalia. Va explicar que del seu departament no es van fer consignes a favor del referèndum i que els Mossos van complir amb totes les resolucions judicials.

#### Jordi Turull
L'exconseller de Presidència va declarar el cinquè dia de judici, 19 de febrer durant tot el matí i part de la vesprada. Va respondre les qüestions del fiscal, l'advocacia de l'estat i el seu advocat defensor, Jordi Pina. Durant la seva declaració va negar que hi hagués un clima de violència a Catalunya a partir dels fets del 20 de setembre i acusant l'estat de muntar un relat fals en aquest sentit.

#### Raül Romeva
El 19 de febrer de vesprada va declarar l'exconseller d'Exteriors. Només va respondre les qüestions del seu advocat, Andreu Van den Eynde, afirmant que el Govern havia provat d'acordar sempre el diàleg amb l'estat espanyol i utilitzat mètodes basats en el pacifisme i la no-violència. També va aclarir la funció i estructura del Diplocat i del paper de la conselleria d'Exteriors.

#### Josep Rull
El dia 20 de febrer al matí va començar amb la declaració de l'exconseller de Territori. Va contestar les preguntes de Fiscalia, l'advocacia de l'Estat i el seu advocat, però es va negar a respondre les qüestions de l'acusació particular. Va justificar, en part, la desobediència al Tribunal Constitucional per la seva falta d'autoritat moral.

#### Dolors Bassa
A continuació va declarar l'exconsellera Treball. Va respondre les qüestions de la Fiscalia, l'advocada de l'Estat i del seu advocat, Mariano Bergés, i es va negar a respondre les qüestions de l'acusació particular. Va afirmar que el referèndum no es veia com un acte concloent per a la independència.

#### Meritxell Borràs
Tot seguit va declarar l'exconsellera de Governació. Va respondre les qüestions de la Fiscalia, l'advocacia de l'Estat i el seu advocat i es va negar a respondre les qüestions de l'acusació particular. Va negar la malversació de la que se l'acusa afirmant que no es va assumir cap despesa per la preparació del referèndum.

#### Carles Mundó
El darrer acusat a declarar aquella sessió va ser l'exconseller de Justícia. Va respondre les qüestions de la Fiscalia, l'advocacia de l'Estat i al seu advocat i es va negar a respondre les qüestions de l'acusació particular. Va desvincular l'executiu de l'organització del referèndum un cop el TC va suspendre la llei i el decret de convocatòria.

#### Santi Vila
El dia 21 de febrer va ser el primer en declarar l'exconseller d'Empresa. Va respondre les qüestions de la Fiscalia, l'advocacia de l'Estat i al seu advocat i es va negar a respondre les qüestions de l'acusació particular. Es va desvincular de cap relació amb l'organització del referèndum i que fos vinculant per al Govern.

#### Jordi Sànchez
A mig matí va començar la declaració del llavors president de l'assemblea. Va respondre les qüestions de la Fiscalia, l'advocacia de l'Estat i al seu advocat i es va negar a respondre les qüestions de l'acusació particular. Les qüestions es van centrar en els fets del 20 de setembre davant la seu de la conselleria d'Economia.

#### Jordi Cuixart
El dimarts 26 de febrer va declarar durant tot el matí el president d'Òmnium Cultural. Va respondre només les qüestions de la Fiscalia i als advocats defensors. Davant les qüestions del fiscal va fer una defensa política basada en la defensa dels drets humans i la defensa de la desobediència civil no violenta. Es va definir com a pres polític i es va desdir de les seves declaracions durant la fase d'instrucció, perquè va afirmar, la seva prioritat llavors era no entrar a la presó.

#### Carme Forcadell
El mateix dia de vesprada va declarar la presidenta del Parlament durant les dates dels fets jutjats. Va respondre les qüestions de la Fiscalia, l'advocacia de l'Estat i a les defenses. L'interrogatori de les acusacions es va centrar sobretot en la seva actuació davant les resolucions del Tribunal Constitucional com a presidenta de la Mesa del Parlament. La seva defensa es va basar en què els membres de la mesa van defensar la inviolabilitat parlamentària de la Cambra i la llibertat d'expressió.

### Declaracions dels testimonis
Després dels acusats, arribarà el torn dels testimonis, que poden ser proposats tant pel fiscal, l'acusació particular, com per la defensa, i cridats a Sala en aqueix ordre.
A petició de les parts, el Tribunal Suprem va acceptar com a testimonis el president d'Espanya en el moment del fets, Mariano Rajoy, la vicepresidenta Soraya Sáenz de Santamaría i el llavors ministre d'hisenda Cristóbal Montoro. Va acceptar també la declaració de l'alcaldessa de Barcelona Ada Colau, el president del Parlament durant el judici Roger Torrent i el lehendakari Iñigo Urkullu.
També va citar a declarar els altres membres de la mesa, el lletrat major i el secretari del Parlament així com alts càrrecs del ministeri d'interior d'Espanya, entre ells Diego Pérez de los Cobos i José Antonio Nieto Ballesteros.
També es va acceptar a compareixença dels diputats Gabriel Rufián i Joan Tardà, l'excoordinadora general del PDeCAT Marta Pascal, el llavors cap dels Mossos Josep Lluís Trapero, diversos diputats al Parlament de Catalunya en el moment dels fets, i el delegat del govern en el moment dels fets Enric Millo.
Es van citar a declarar diversos els observadors internacionals de l'1 d'octubre, entre ells els europarlamentaris Ana Gomes i Ivo Vajgl. També van ser citats membres del col·lectiu En peu de Pau.
El tribunal es va negar a citar al llavors president de la Generalitat Carles Puigdemont, el rei espanyol Felip VI ni el cap de la casa reial Raúl Alfonsín, el portaveu del PP al senat Ignacio Cosidó i el Síndic de Greuges Rafael Ribó.
Tampoc va acceptar el testimoni d'intel·lectuals i experts en drets humans com Noam Chomsky, Paul Preston o els relators de les nacions unides David Kaye i Alfred Maurice de Zayas.
El tribunal va concentrar les declaracions dels testimonis polítics a l'inici d'aquesta fase i deixant per més endavant la resta de testimonis. Segons algunes fonts i defenses això podria vulnerar el dret a defensa, perquè l'ordre establert per llei és que els darrers a declarar siguin els testimonis proposats per les defenses.

#### 27 de febrer
El dimecres 27 de febrer va ser el primer dia de declaració de testimonis. Els citats a declarar aquell dia van ser Joan Tardà, Roger Torrent, Artur Mas, Soraya Sáenz de Santamaría i Cristóbal Montoro durant el matí i de vesprada Mariano Rajoy, Marta Pascal, Núria de Gispert, Eulàlia Reguant i Antonio Baños. En Roger Torrent va comunicar al tribunal que no podria assistir aquell dia perquè havia de presidir el ple del Parlament.
Els dos ex-diputats de la CUP es van negar a respondre qüestions de l'acusació particular del partit polític VOX: «por voluntad democrática y antisfacista» i «No contestaré a la extrema derecha». El tribunal no va deixar que responguessin qüestions d'altres parts i els va expulsar de la sala i va iniciar procediment per negar-se a testificar.

#### 28 de febrer
El dijous va començar amb la declaració del lehendakari Iñigo Urkullu, Gabriel Rufián, Albano Dante-Fachín, Ernest Benach i Ada Colau durant el matí. A la tarda van declarar Juan Ignacio Zoido, Xavier Domènech, Josep Ginesta, Francesc Iglesias i Adrià Comella. Aquests darrers tres testimonis finalment no van declarar, perquè tant Ginesta com Comella estan essent investigats pels mateixos fets en altres tribunals i VOX, que havia citat a Iglesias, va renunciar al seu testimoni.

#### 4 de març
El dilluns següent va declarar el llavors secretari d'estat de seguretat José Antonio Nieto, la seva declaració va durar tot el matí. De vesprada van declarar el president del Parlament Roger Torrent, el llavors secretari segon de la Mesa del Parlament José María Espejo-Saavedra i el representant del PSC a la Mesa David Pérez. Finalment van declarar els lletrats del Parlament Antonio Bayona (exlletrat major) i Xavier Muro (secretari general del Parlament). El senyor Muro va demanar que no aparegués el seu rostre al canal de televisió del judici.

#### 5 de març
La jornada va començar amb la declaració del llavors delegat del govern a Catalunya Enric Millo. A finals del matí va declarar l'ex-consellera Neus Munté que va finalitzar la seva declaració a l'hora de dinar. De vesprada va començar la declaració el secretari general tècnic del ministeri de l'interior Juan Antonio Puigserver. Va seguir la declaració del llavors coronel de la Guàrdia Civil i director del gabinet de coordinació i estudis de la secretaria d'estat de seguretat Diego Pérez de los Cobos. Aquest interrogatori es va haver de suspendre i continuar l'endemà. Aquesta jornada es recorda per la descripció de l'ex-delegat del govern espanyol a Catalunya, Josep Enric Millo i Rocher, de La trampa del Fairy.

#### 6 de març
El matí va començar amb la continuació de la declaració suspesa el dia anterior del coronel de la Guàrdia Civil Diego Pérez de los Cobos. A mig matí va continuar la declaració amb la secretaria judicial del tribunal número 13, que va ser l'encarregada del registre judicial del 20 de setembre a la Conselleria d'Economia de la Generalitat, Montserrat del Toro. Com a testimoni protegit no es van emetre imatges seves durant la seva declaració. A continuació van declarar dos propietaris d'hotels (Hotel Gaudí de Reus i Hotel Travé de Figueres) on es van allotjar policies durant l'operació Anubis. Per acabar la jornada del matí va declarar Pedro Buil, pràctic del port de Palamós. A la vesprada van declarar els tècnics informàtics Vicent Nos i Quim Franquesa. Tot seguit va declarar la dissenyadora web Teresa Guix, Olga Solanas García directora de l'empresa Focus Media i Ferran Burriel de Nothingad Comunicación SL. A continuació era el torn de Núria Llorach, presidenta en funcions de la Corporació Catalana de Mitjans Audiovisuals però es va negar a declarar perquè està essent investigada pel tribunal número 13 de Barcelona. Finalment, va declarar Xevi Xirgo, director del diari El Punt Avui.

#### 7 de març
La sessió d'interrogatoris als testimonis va començar amb la declaració de Sebastián Trapote, llavors comissari en cap de la Policia Nacional a Catalunya. El matí va continuar amb la declaració d'Ángel Gozalo, General en cap de la guàrdia civil a Catalunya durant els fets jutjats. De vesprada va declarar Manuel Castellví, cap de la Comissaria General d'Informació dels Mossos d'Esquadra. La seva declaració va ocupar la resta de la vesprada i el vespre i es va posposar fins a la sessió següent.

#### 11 de març
La jornada va continuar amb la declaració de Manuel Castellví, que s'havia ajornat la setmana anterior. A continuació va ser el torn del comissari dels Mossos Emili Quevedo, qui va ser l'encarregat de la planificació del dispositiu per l'1 d'octubre. De vesprada van declarar tres ex-directius i treballadors de l'empresa Unipost, relacionada amb l'enviament postal de documentació del referèndum. El darrer testimoni previst a declarar, David Palanqués, encarregat de projectes del Centre de Telecomunicacions i Tecnologies de la Informació (CTTI) es va negar a declarar perquè està imputat en un altre procés.

#### 12 de març
Al matí va declarar la responsable de recursos humans d'Artyplan, una empresa de cartelleria i el propietari d'una empresa de repartiment postal, que es va negar a declarar perquè està essent investigat pel mateix fet pel tribunal número 13 de Barcelona. De vesprada va declarar un dissenyador gràfic relacionat amb el disseny dels cartells pel referèndum i un treballador d'Artyplan.

#### 13 de març
La jornada va començar amb el testimoni de Jaume Mestre responsable de difusió del govern. Davant les seves respostes i segons la Fiscalia i el president del Tribunal, poc concretes, el president de la Sala li ho va recriminar, recordant-li que podia incórrer en el delicte de fals testimoni. La fiscalia va demanar a la Sala que se'l denunciés al tribunal de guàrdia i el president del tribunal va respondre que s'hauria d'esperar a la sentència per a engegar aqueix procés. A continuació va declarar Albert Royo ex-secretari general de Diplocat. La sessió del dia va acabar pocs minuts després de la una del migdia, perquè els dos testimonis de la vesprada, que van ser observadors internacionals que estaven disposats a declarar per videoconferència, se'ls va reclamar la seva presència física pel 27 de març.

#### 14 de març
El primer testimoni del dia, Antoni Molons, ex-secretari de Difusió i Atenció Ciutadana de la Generalitat, va optar per no declarar perquè està imputat pels fets pel tribunal número 13 de Barcelona. Tot seguit va declarar Teresa Prohias, llavors directora de serveis del departament de la Presidència. A continuació va declarar el llavors Major dels Mossos d'Esquadra Josep Lluís Trapero. En estar processat pels mateixos fets per l'Audiència Nacional, va declarar assistit per la seva advocada. La seva declaració es va allargar durant la resta del matí i tota la vesprada i el vespre. Els següents testimonis prevists, Josep Maria Jové, Santiago Vidal i Carles Viver i Pi-Sunyer van comparèixer davant la secretaria del Tribunal per a afirmar que no declararien perquè estaven essent investigats per la mateixa causa en un altre tribunal.

#### 19 de març
El primer testimoni a declarar va ser Felipe Martínez Rico, sub-secretari del ministeri d'hisenda en el moment dels fets. A continuació va declarar un agent de la Guàrdia Civil que va participar en la detenció de Lluís Salvador a casa seva. Al final de matí va declarar un altre Guàrdia Civil que va participar en diversos registres durant els fets previs al 20 de setembre i va ésser el responsable de la detenció de Josep Maria Jové i del registre al seu domicili. A la vesprada va començar la declaració del tercer agent de la Guàrdia Civil. Aquest agent va ser responsable de l'escorcoll a la seu d'Exteriors el 20 de Setembre i de la detenció de Xavier Puig i Farré. Finalment va declarar un altre agent de la Guàrdia Civil que va participar en l'escorcoll d'Unipost el 19 de setembre.

#### 20, 21, 25, 26, 27 i 28 de març
Durant aquests dies van declarar diversos agents de la Guàrdia Civil, entre ells el responsable del registre a la nau de Bigues i Riells on es van confiscar sobres i paperetes relacionades amb el referèndum. L'agent que va fer els registres al Departament de Treball, o agents encarregats de descarregar i examinar els correus electrònics requisats a l'ex-consellera Meritxell Borràs, de l'ex-conseller Forn, en Jordi Sánchez, Jordi Cuixart, Carles Mundó i Oriol Junqueras en diferents registres. El dia 21 van declarar agents que van participar en la detenció de Francesc Sutrias, en la inspecció de la nau d'Unipost i en l'escorcoll de la nau de Bigues i Riells. També van declarar agents encarregats d'escorcollar la seu de l'Administració Oberta de Catalunya i de l'empresa Disnet o l'empresa Buzoneo Directo i alguns participants al dispositiu policial de l'1 d'octubre. Un dels agents va afirmar ésser un dels denunciants contra l'institut IES Palau de Sant Andreu de la Barca. Finalment va declarar el tinent coronel Daniel Baena, cap de la policia judicial de la Guàrdia Civil i agent instructor dels atestats encarregats pel tribunal d'instrucció número 13 i traslladats als altres tribunals. També van declarar alguns agents presents a les protestes ciutadanes davant les casernes de la guàrdia civil els dies posteriors a l'1 d'octubre.
També van declarar dos experts internacionals, Bernhard von Grünberg que va participar com a visitant parlamentari els dies durant el referèndum i Helena Catt que va dirigir un grup d'experts per a elaborar un informe sobre la situació política a Catalunya.

#### Setmana del 2 al 5 d'abril
Durant la setmana van continuar les declaracions d'agents de la guàrdia civil. El dia 2 van declarar, entre d'altres, el comissari en cap de la brigada d'informació de la policia espanyola a Catalunya, Juan Manuel Quintela. A l'endemà va declarar el comissari de mossos Ferran López, el llavors ex-número 2 del cos durant els fets d'octubre i interlocutor llavors amb la resta de cossos de polícia. El dia 4 va declarar el comissari Joan Carles Molinero, cap de la comissaria superior de coordinació central dels Mossos d'Esquadra durant els fets.

#### Setmana del 8 al 12 d'abril
Durant la setmana van anar declarant diversos agents de la Policia Nacional que van intervenir en escoles i punts de votació durant l'1 d'octubre i que van resultar ferits de diversa consideració. Durant la setmana també van declarar agents de la Guàrdia Urbana de Badalona i de Mossos d'Esquadra.

#### Setmana del 15 al 19 d'abril
El judici va continuar amb més declaracions de més policies i guàrdies civils, entre ells el número dos del Tinent Cororel Daniel Baena i secretari els atestats. La resta de la setmana van declarar agents de la policia nacional que van intervenir en diferents col·legis electorals durant el referèndum i que van resultar ferits de diversa consideració.

#### Setmana del 22 al 26 d'abril
Aquesta setmana van declarar diversos testimonis proposats per les defenses. Van declarar diversos càrrecs polítics del moment, com Pere Aragonès, que no va declarar per estar sota sospita pel tribunal 13 de Barcelona, Jordi Jané. Meritxell Ruiz, Jordi Baiget, Albert Batlle, Joan Ignasi Elena, Neus Llovera, Jordi Solé, Gerardo Pisarello, Mayte Aymerich, Rubèn Wagensberg i David Fernàndez, Jordi Orobitg i Bernat Picornell. També van declarar directius de l'empresa de repartiment Unipost i alguns mossos d'esquadra.

#### Setmana del 29 d'abril al 3 de maig
La setmana va començar amb més declaracions de testimonis de les defenses. Entre d'altres, va declarar el diputat alemany Andrej Hunko, que va estar present durant l'1 d'octubre i els eurodiputats Ivo Vajgl i Ana Gomes. També va declarar, en aquest cas per videoconferència, la diputada de Quebec Manon Massé. Va declarar el llavors diputat Lluís Llach. També van declarar votants ferits durant les actuacions policials a les votacions de l'1 d'octubre i els alcaldes de Sant Julià de Ramis, Sant Esteve Sesrovires i Fonollosa. També va declarar l'exdirector del Servei Català de la Salut. Donat les festivitats de l'1 i 2 de maig a Madrid aquesta setmana no es van fer més sessions del judici.

#### Setmana del 6 al 10 de maig
La setmana va continuar amb la declaració de testimonis de les defenses. Entre ells el cap dels antiavalots de l'àrea de Brigada Mòbil durant el 20 de Setembre, el secretari general de CC.OO Javier Pacheco. També van declarar votants de l'1 d'Octubre relatant l'actuació de la Policia Nacional i de la Guàrdia Civil i les seves intervencions.

#### Setmana del 13 al 17 de maig
Van declarar el llavors tinent d'alcalde de Barcelona Jaume Asens, el secretari general d'UGT a Catalunya Camil Ros, la ex-diputada de la CUP Mireia Boya, el portaveu del moviment Escoles Obertes Ramon Font i la filòsofa i membre del moviment En Peu de Pau Marina Garcés i el regidor i pallasso Jordi Pesarrodona. També va declarar el director del gabinet jurídic de la Generalitat Francesc Esteve. Van declarar també un seguit d'advocats que estaven a centres electorals l'1 d'octubre. Aquesta setmana només van haver sessions fins dimarts, perquè dimecres era festiu a Madrid.

### Intervenció dels pèrits
Un cop finalitzades les intervencions dels testimonis, s'entrarà en una fase més tècnica, on un grup d'experts ratificaran o no les qüestions plantejades, mitjançant la mostra de proves.

#### Pèrits mèdics
Xavier Crusí i Ferran Caballero van presentar els seus pèrits, els quals explicaven oralment. Analitzen 101 casos d'agents lesionats. Afirmen que pràcticament la totalitat dels lesionats són lleus, i que no han trobat cap cas greu. En 32 casos no es recomana cap tractament, en 12 casos es recomana un tractament asimptomàtic, i en 11 es recomana immobilitzar els dits de les mans. En cap cas va caldre hospitalització.

#### Pèrit no acceptat
Tal com afirma Jody Williams a "El Judici", documental de la CCMA, un excap de la policia de Gran Bretanya va fer un informe independent en el que detalladament es recollien els casos de violència, però considerant-la residual. El van fer repassant tota classe de documents que el tribunal es va negar també a utilitzar-los per contrastar els testimonis dels policies nacionals. Aquest informe el van rebutjar, en la seva opinió(la de la guardonada amb el Premi de la Pau), per anar contra la veritat que volien que fos la públicament acceptada.

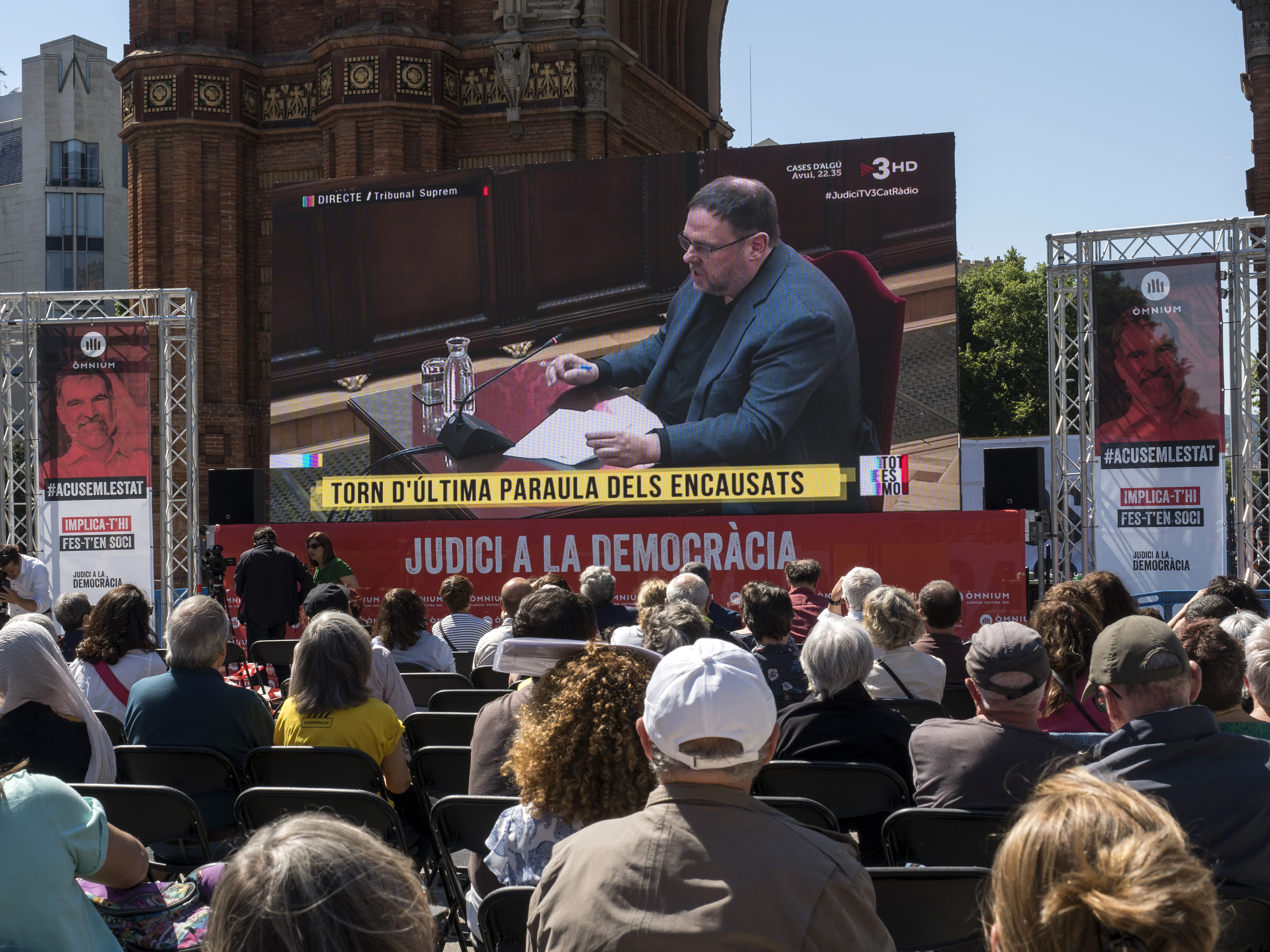
Gent seguint per una pantalla en directe les al·legacions finals d'Oriol Junqueras en el judici, 12 de juny 2019

### Nou torn d'intervencions
Arribats a aquest punt, el jutge demana als advocats de la defensa i acusació si mantenen la qualificació del delicte i la pena inicialment sol·licitada o, per contra, efectuen alguna modificació. En cas de no efectuar-se cap modificació, el jutge ha de concedir un darrer torn de paraula al ministeri fiscal primer, seguit per l'advocat de l'acusació i l'advocat de la defensa, en aqueix ordre. Cadascun d'ells defensarà la seva posició respectiva fonamentant la seva intervenció. Finalment, l'acusat tindrà una darrera oportunitat per a efectuar la seva darrera declaració. Podrà acceptar o rebutjar i després d'això, el judici oral penal serà vist per a sentència.

## Sentència
El 12 d'octubre de 2019 el diari El Mundo publicà un avanç de la sentència, que anunciava que després de quatre mesos de deliberacions, set dels magistrats de la Sala Segona havien acordat condemnar per delicte de sedició 9 dels 12 acusats, entre els quals l'exvicepresident de la Generalitat Oriol Junqueras, els exconsellers Joaquim Forn, Jordi Turull, Josep Rull, Dolors Bassa i Raül Romeva, l'expresidenta del Parlament Carme Forcadell, i els dirigents de les entitats sobiranistes Jordi Cuixart i Jordi Sànchez. També es deia que es condemnaria a varis dels exmembres del govern per malversació de cabals públics, ja que el tribunal entenia que per dur a terme el delicte de sedició primer els exmembres de la Generalitat haurien hagut de malversar fons públics en la celebració del referèndum. Els exconsellers Santi Vila, Meritxell Borràs i Carles Mundó tan sols serien condemnats per un delicte de desobediència, i que estava previst absoldre'ls del delicte en considerar que durant la celebració dels quatre mesos de la vista oral no havia quedat acreditada l'autoria en el desviament de fons públics de la Generalitat. Així com avançaria també la Cadena SER, Oriol Junqueras seria qui acabaria amb una condemna superior que podria arribar als 15 anys de presó per delicte de sedició.
Finalment, la sentència es va donar a conèixer el 14 d'octubre de 2019 i el Tribunal va condemnar per unanimitat per sedició i malversació els acusats polítics i per sedició els líders de les entitats cíviques:
- Oriol Junqueras: 13 anys de presó i d'inhabilitació per sedició i malversació.
- Raül Romeva, Jordi Turull i Dolors Bassa: 12 anys de presó i d'inhabilitació per sedició i malversació.
- Carme Forcadell: 11 anys i mig de presó i d'inhabilitació per sedició i malversació.
- Joaquim Forn i Josep Rull: 10 anys i mig de presó i d'inhabilitació per sedició. A diferència de Junqueras i els altres consellers, el Suprem no els va condemnar per malversació.
- Jordi Sánchez i Jordi Cuixart: 9 anys de presó per sedició.
- Santi Vila, Carles Mundó i Meritxell Borràs: Multa de 10 mesos i inhabilitació d'un any i vuit mesos per desobediència.

La Sala va rebutjar aplicar l'article 36.2 del Codi Penal, per evitar que els acusats poguessin accedir al tercer grau penitenciari.

### Judici a la Mesa del Parlament
El 19 d'octubre de 2020 el Tribunal Superior de Justícia de Catalunya va emetre la sentència on condemnava a 20 mesos d'inhabilitació especial i una multa de 30.000 € als membres de la Mesa del Parlament, mentre absolia a la llavors diputada Mireia Boya. En el cas de l'integrant de la Mesa Joan Josep Nuet, el cas va anar al Tribunal Suprem donada la seva condició d'aforat per ser diputat al Congrés dels Diputats.

### Judici a la cúpula dels Mossos
Finalment, el 21 d'octubre de 2020 l'Audiència Nacional va publicar la sentència que absolia tots els acusats de tots els càrrecs. La sentència va tenir el vot particular de la presidenta Concepción Espejel on demanava el delicte de sedició per tots ells.

## Reaccions internacionals

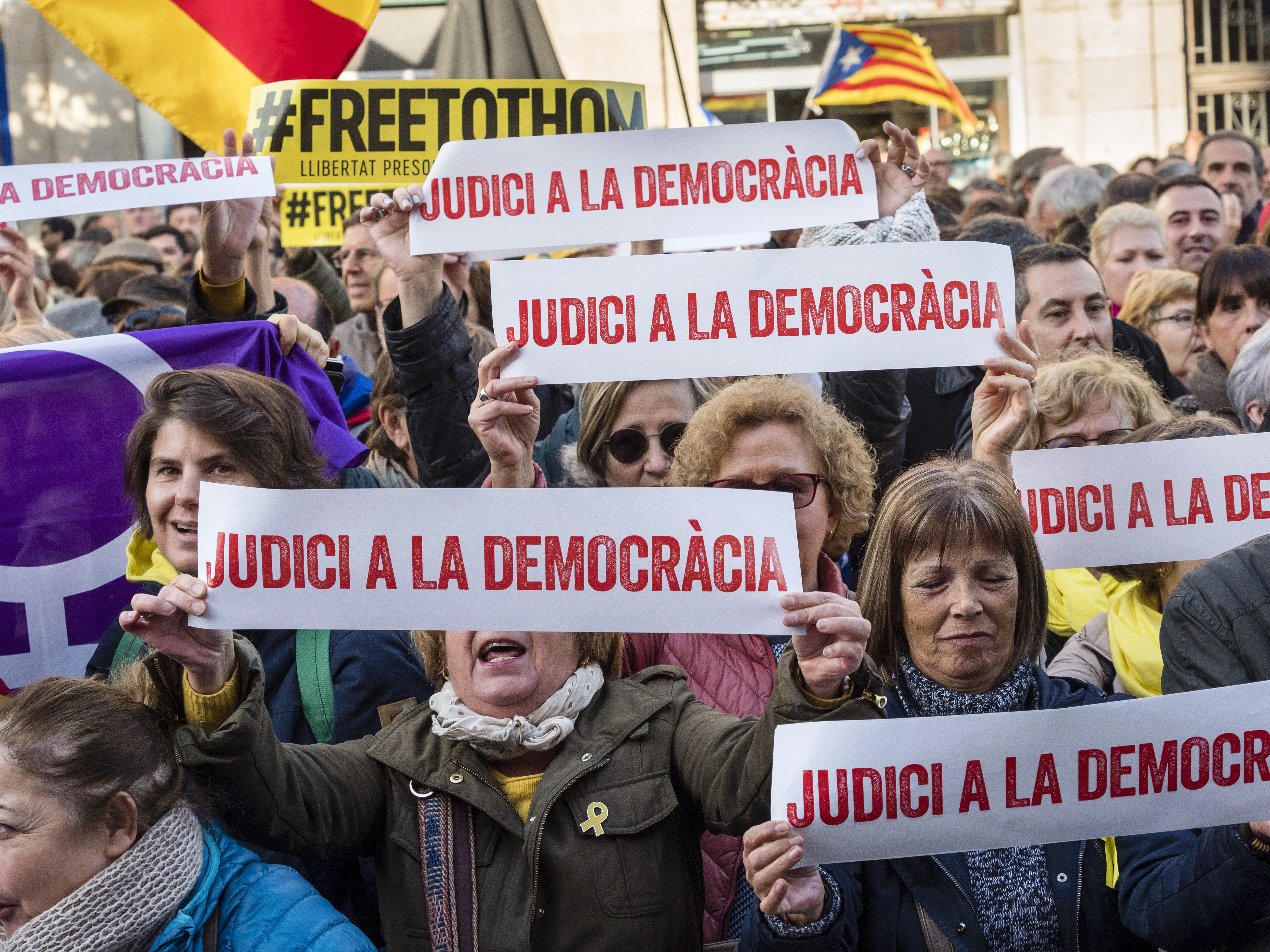
Pancartes contra el judici en una manifestació del 21 de desembre de 2018

El 7 de març de 2018, l'Oficina de l'Alt Comissariat de les Nacions Unides per als Drets Humans va recordar a les autoritats espanyoles que "les detencions pre-judicials haurien de ser considerades una mesura d'últim recurs" en referència als polítics i activistes catalans detinguts després del referèndum.
El 20 d'abril de 2018, un centenar d'acadèmics de 19 països d'arreu del món, entre els quals Noam Chomsky, van publicar una carta oberta al diari escocès The National demanant l'alliberament dels presos polítics.
El 15 d'octubre de 2018 Amnistia Internacional va demanar la petició de llibertat immediata per als jordis, afirmant que trobava injustificat el manteniment de la presó provisional i la considerava una restricció excessiva i desproporcionada dels seus drets a la llibertat d'expressió i de reunió pacífica. Al novembre de 2018 va anunciar, en una carta dirigida als jordis per part del seu director a Europa Fotis Filippou, que supervisaria el judici “per analitzar si les garanties d'un judici just s'acompleixen”. Dies abans de l'inici del judici, Amnistia Internacional va demanar al Tribunal que es deixés un espai per als observadors de la seva organització durant els dies del judici perquè puguin avaluar que es compleixen les garanties d'un judici just.
El 21 de novembre de 2018 més de 120 catedràtics i professors de dret van publicar una carta al diari digital Eldiario.es on afirmaven que ni els actes del 20 de setembre ni de l'1 i 3 d'octubre de 2017 portaven la violència que requereix el delicte de rebel·lió.
Un grup d'eurodiputats van declarar que volien assistir com a observadors del judici.
El 22 de novembre de 2018 l'Organització Mundial contra la Tortura va exigir en una carta oberta dirigida al govern espanyol, la fiscal general i al defensor del poble la posada en llibertat immediatament de Jordi Sànchez i Jordi Cuixart. La mateixa organització recordava que ja havia demanat l'alliberament diversos cops sense èxit. El dia després, la ONG Front Line Defenders també va emetre un comunicat demanant l'alliberament de Cuixart.
A finals de novembre l'associació American Political Science Association (APSA), que representa més de 10.000 professors universitaris americans, va enviar una carta al president del govern Pedro Sánchez en la que demanava "posar fi a la intimidació" als cinc ex-síndics de la Sindicatura Electoral de l'1 d'Octubre. Per les mateixes dates l'associació de més de 2,000 professors de ciència política Political Science Association (PSA) del Regne Unit va emetre un comunicat denunciant la situació dels ex-síndics.
El desembre de 2018, la Associació Internacional d'Advocats Demòcrates va emetre un comunicat demanant l'alliberament dels "presos polítics catalans".
A finals de 2018 un grup d'organitzacions de defensa dels drets humans, entre les quals es trobaven Irídia, I'Institut de Drets Humans de Catalunya i NOVACT, van impulsar la plataforma International Trial Watch per gestionar i facilitar la presència d'observadors nacionals i internacionals al judici, amb l'objectiu de redactar informes en què es determinés si s'havien respectat la imparcialitat i la independència del tribunal i els drets humans dels acusats.
Més de 500 parlamentaris i ex-parlamentaris de 25 països van signar un manifest demanant la posada en llibertat de Carme Forcadell. Entre aquests signants hi havia 35 eurodiputats i els presidents de parlament de Flandes, Còrsega, Illes Fèroe i Euskadi. Aquesta iniciativa la van promoure els ex-presidents del parlament Ernest Benach, Núria de Gispert i Joan Rigol.
El 16 de gener de 2019, el Molt Il·lustre Sr. Rafael Ribó i Massó, Síndic de Greuges de Catalunya, i a petició seva va signar un comunicat juntament amb els ex-presidents de la Generalitat de Catalunya molt honorables senyors Jordi Pujol i Soley, Pasqual Maragall i Mira, José Montilla i Aguilera, Artur Mas i Gavarró, i Carles Puigdemont i Casamajó, i del Parlament de Catalunya molt honorables senyors Joan Rigol i Roig, Ernest Benach i Pascual, i la molt honorable Núria de Gispert i Català, dirigit al Tribunal Supremo, perquè es consideressin mesures alternatives a la presó preventiva durant la celebració del judici. Argumentaven que aquesta mesura afectaria al dret de defensa dels acusats per els previsibles llargs trasllats al Tribunal Suprem des de i cap al centre penitenciari i esperes en els calabossos de l'Audiència Nacional, que són dependències judicials alienes al propi Tribunal Suprem, diàriament abans d'acudir cada dia a la sala de vistes del Tribunal Suprem, durant tota la duració del judici, que se suposava anava a durar diversos mesos.
El 21 de gener de 2019 el PEN Club International va presentar un manifest signat per 148 membres del PEN de 100 països del món on es denunciava els «càrrecs desproporcionats de sedició i rebel·lió» contra els Jordis.
L'11 de febrer de 2019, el dia abans de l'inici del judici, l'Organització de Nacions i Pobles No Representats va expressar el seu suport als "activistes catalans jutjats" i va afegir "potser un dels majors dèficits de justícia i deliberada confusió entre llei i justícia, és vista a Catalunya.". El mateix dia, l'associació Advocats Europeus Demòcrates va demanar l'alliberament "immediat" dels líders catalans i va expressar la seva "preocupació" davant la "falta de garanties processals durant el judici". L'endemà, la Comissió Internacional de Juristes va denunciar que el judici "restringia indegudament els drets de llibertat d'expressió, assemblea i associació".
El 29 de maig de 2019, els advocats Ben Emmerson i Rachel Lindon, com a portaveus del Grup de Treball sobre la Detenció Arbitrària de les Nacions Unides, van exigir l'alliberament immediat dels presos polítics catalans atès que la presó preventiva vulnerava drets fonamentals recollides en la Declaració Universal dels Drets Humans, subscrita per l'Estat espanyol.
L'octubre de 2019, el president del Parlament d'Islàndia, Steingrímur J. Sigfússon, criticà la sentència de l'1-O davant l'Assemblea Parlamentària del Consell d'Europa i alertà sobre l'empresonament dels líders independentistes catalans.
El 19 de novembre de 2019 Amnistia Internacional va publicar el seu anàlisi de la sentència. Les crítiques de l'organisme van ser sobre la condemna de Jordi Sànchez i Jordi Cuixart i en reclamava la seva posada en llibertat immediata. L'informe no va trobar que el judici en el seu conjunt fos injust, però si que criticava la interpretació que va fer el tribunal del delicte de sedició, que va ser "excessivament àmplia i es va traduir en la criminalització d'uns actes de protesta legítims".

### Vaga de fam
L'1 de desembre de 2018, Jordi Sànchez i Jordi Turull van anunciar que començaven una vaga de fam per a protestar per les traves del Tribunal Constitucional als seus recursos d'empara per tal que no puguin seguir cap al Tribunal Europeu de Drets Humans. Al moment de començar la vaga, el Tribunal Constitucional tenia vuit recursos admesos sense pronunciament del dos presoners, el primer recurs presentat el 22 de novembre de l'any anterior. Segons la llei d'enjudiciament criminal, aqueixos recursos s'haurien d'haver resolt en un termini màxim de 30 dies.
El dia 3 de desembre en Josep Rull i Joaquim Forn van anunciar que a l'endemà s'afegirien a la vaga de fam.
El 19 de desembre tots els ex-presidents de la Generalitat i del Parlament i el Síndic de Greuges van demanar als polítics en vaga de fam en una carta que aturessin la protesta. Argumentaven que la vaga de fam ja havia donat visibilitat a la situació dels presoners i ja posava en perill la seva vida.
El 20 de desembre els presoners van anunciar que deixaven la vaga de fam, perquè la protesta 'ha despertat el Tribunal Constitucional' i atès que el tribunal ja havia posat calendari a la resolució dels recursos presentats.

## Indult
El 23 de juny de 2021 els empresonats en el judici al procés independentista català foren indultats de la pena de presó pel govern de Pedro Sánchez, que mantingué la inhabilitació establerta en la sentència, condicionat a no cometre cap delicte greu en els següents 6 anys, i immediatament fou posat en llibertat, juntament amb Oriol Junqueras, Jordi Sànchez, Jordi Turull, Josep Rull, Raül Romeva i Joaquim Forn, que també complien condemna al Centre Penitenciari Lledoners, Carme Forcadell, que complia condemna al Centre Penitenciari de Dones de Barcelona i Dolors Bassa que complia condemna al Centre Penitenciari Puig de les Basses.

## Cultura popular
- Causa especial 20907/2017: El 18 de desembre de 2018 es va emetre un documental amb aquest títol al programa Sense Ficció de Televisió de Catalunya. Dirigit per Jaume Roures i produït per Mediapro, el documental analitza a través de jutges, fiscals, juristes i catedràtics en dret penal i processal el cas i el sistema judicial espanyol en el seu conjunt.[243][244]